# Jóri András
Jóri András (Szeged, 1972–) magyar jogász, ügyvéd, címzetes egyetemi docens. 2008 és 2011 között Magyarország adatvédelmi biztosa volt.

## Tanulmányai
Az Eötvös Loránd Tudományegyetem Állam- és Jogtudományi Karán 1997-ben jogi doktorátust szerzett, 2000-ben tette le az ügyvédi szakvizsgát. 1999-ben az ELTE TTK-n rendszerinformatikusi felsőfokú képesítést szerzett. 2011-ben PhD fokozatot szerzett a Pécsi Tudományegyetemen.

## Szakmai pályafutása
Diplomájának megszerzése után az adatvédelmi ombudsman hivatalában dolgozott adatvédelmi szakértőként. Szakvizsgájának megszerzése után ügyvédként helyezkedett el. Szakterülete az adatvédelem, a társasági jog, a gazdasági jog és az informatikai jog. Ügyvédi munkája mellett a Pécsi Tudományegyetem infokommunikációs szakjogász képzésén oktatási feladatokat vállalt. Több adatvédelemmel és informatikával foglalkozó szakfolyóirat szerkesztője (Informatika és jog, Dataprotection.eu és a Jogi Fórum adatvédelmi oldalai).
2000-ben Internetszolgáltatók Tanácsa és a Jogi Tanácsadó Testület tagjává választották. Feladatkörében a .hu domainnevekkel kapcsolatos jogvitákban döntött. 2006-ban az Infomediátor nevű szervezet regisztrációs döntnökévé nevezték ki.

### Ombudsmanként
2008-ban Sólyom László köztársasági elnök több elutasított jelöltje után az adatvédelmi biztos pozíciójára jelölte (a pártokkal való egyeztetés nélkül). Az Országgyűlés 306 igen és 40 nem szavazat ellenében megválasztotta országgyűlési biztossá.

### Jogsértő eltávolítása hivatalából
2012. január elsejével az Országgyűlés új adatvédelmi rendszert alakított ki és ennek keretében létrehozta a Nemzeti Adatvédelmi és Információszabadság Hatóságot, amelynek élére nem Jórit nevezték ki. A 2011. évi CXII. törvény átmeneti rendelkezéseinek értelmében: „16. cikk A hivatalban lévő adatvédelmi biztos megbízatása az Alaptörvény hatálybalépésével megszűnik.” Ezáltal Jóri pozíciója megszűnt, így több évvel mandátumának lejárta előtt elveszítette ombudsmani pozícióját. 2014-ben az Európai Bíróság megállapította, hogy az eljárással Magyarország megsértette az uniós jogot.
Trócsányi László igazságügy-miniszter 2014. nyarán közleményben kért elnézést illetve kifejezte sajnálatát a korábbi adatvédelmi biztosnak, Jóri Andrásnak az idő előtti elmozdítása miatt. A bocsánatkérésen kívül 69 millió forintot fizetett ki neki a magyar állam kártérítésként. A bocsánatkérésről és a kártérítésről a kormánnyal kötött megállapodás szólt.

### További pályafutása
Ezt követően Kelet-Európában és a Balkánon dolgozott, különböző országok adatvédelmi és informatikai jogának kidolgozásában, illetve Magyarországon tanácsadóként tevékenykedik.
A konzervatív értelmiségieket tömörítő Eötvös József Csoport alapító tagja. Jóri András az MTA köztestületi tagja és a Pécsi Tudományegyetem címzetes egyetemi docense.

## Művei
- Adatvédelmi kézikönyv Archiválva 2014. július 14-i dátummal a Wayback Machine-ben
- Adatvédelem és információszabadság
- Adatvédelmi jog
- A GDPR magyarázata

## Családja
Édesapja Jóri József egyetemi tanár, a Szegedi Tudományegyetem Fül-Orr-Gégészeti és Fej-Nyaksebészeti Klinikájának vezetője, nagyapja Csik Lajos orvosgenetikus, az MTA levelező tagja, a kolozsvári és szegedi egyetemek tanára.

### Interjúk
- A neten nincs jogunk a felejtéshez
- Vállalhatatlan lenne a folytatás